# 街头霸王III
《街头霸王III》是一款由卡普空公司制作和发行的格斗类游戏。游戏最初于1997年在街机发行，后在世嘉Dreamcast发行。
本作与前作同樣是一对一游戏。
《Fami通》给予本游戏Dreamcast31/40的评分。